# جيري جونستون
جيري جونستون (بالإنجليزية: Jerry Johnston)‏ هو كاتب أمريكي، ولد في 12 مايو 1959 في أوكلاهوما سيتي في الولايات المتحدة.